# Rinderallianz
Die Rinderallianz GmbH (Eigenschreibweise RinderAllianz GmbH) ist ein Unternehmen in der Rinderzucht mit den Schwerpunkten Spermaproduktion und -verkauf, Besamungsservice, Zucht-, Nutz- und Schlachtviehvermarktung mit Sitz in Woldegk und Geschäftsstellen in Bismark und Karow. Sie bündelt die Kompetenzen der Zuchtgebiete des Rinderzuchtverbandes Mecklenburg-Vorpommern e.G. (RZMV e.G.) und des Rinderzuchtverbandes Sachsen-Anhalt eG (RSA e.G.).

## Geschichte

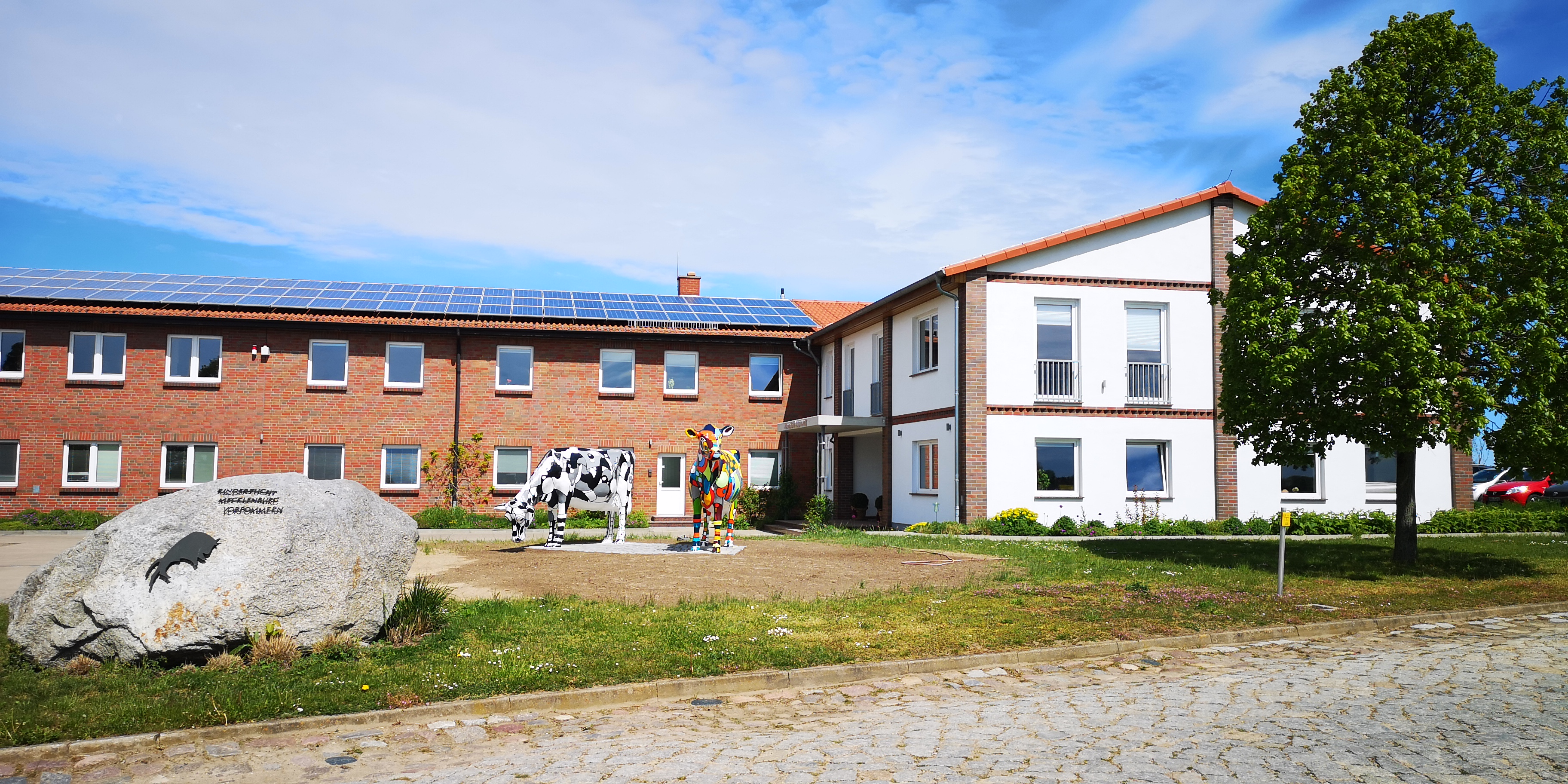
Woldegk

Die Rinderallianz GmbH wurde am 1. November 1991 als Rinderbesamung Mecklenburg-Vorpommern GmbH (RBMV) gegründet. Gesellschafter waren der Rinderzuchtverband Mecklenburg-Vorpommern e.G. (RZMV) sowie die Rinderzucht Schleswig-Holstein eG (RSH). Der RZMV übertrug seine gesamte Geschäftstätigkeit – mit Ausnahme der Herdbuchführung – ab 1. Oktober 1995 auf die Rinderbesamung Mecklenburg-Vorpommern GmbH (RBMV). Gleichzeitig wurde die RBMV in die Rinderzucht Mecklenburg-Vorpommern GmbH (RMV) umfirmiert, mit Geschäftsstellen in Woldegk und Karow.
Die Generalversammlung des Rinderzuchtverbandes Sachsen-Anhalt eG (RSA) beschloss am 11. März 2014, die Geschäftsbereiche Rinderbesamung, Zucht und Vermarktung auszugliedern und in die Rinderzucht Mecklenburg-Vorpommern GmbH einzubringen. Mit der Zusammenführung von RSA und RMV erfolgte die Umfirmierung zur Rinderallianz GmbH.
Die Rinderallianz GmbH hat drei Gesellschafter: Milchkontroll- und RinderzuchtVerband eG (38 %), Rinderzucht Schleswig-Holstein eG (37 %) und Rinderzucht Sachsen-Anhalt eG (25 %).

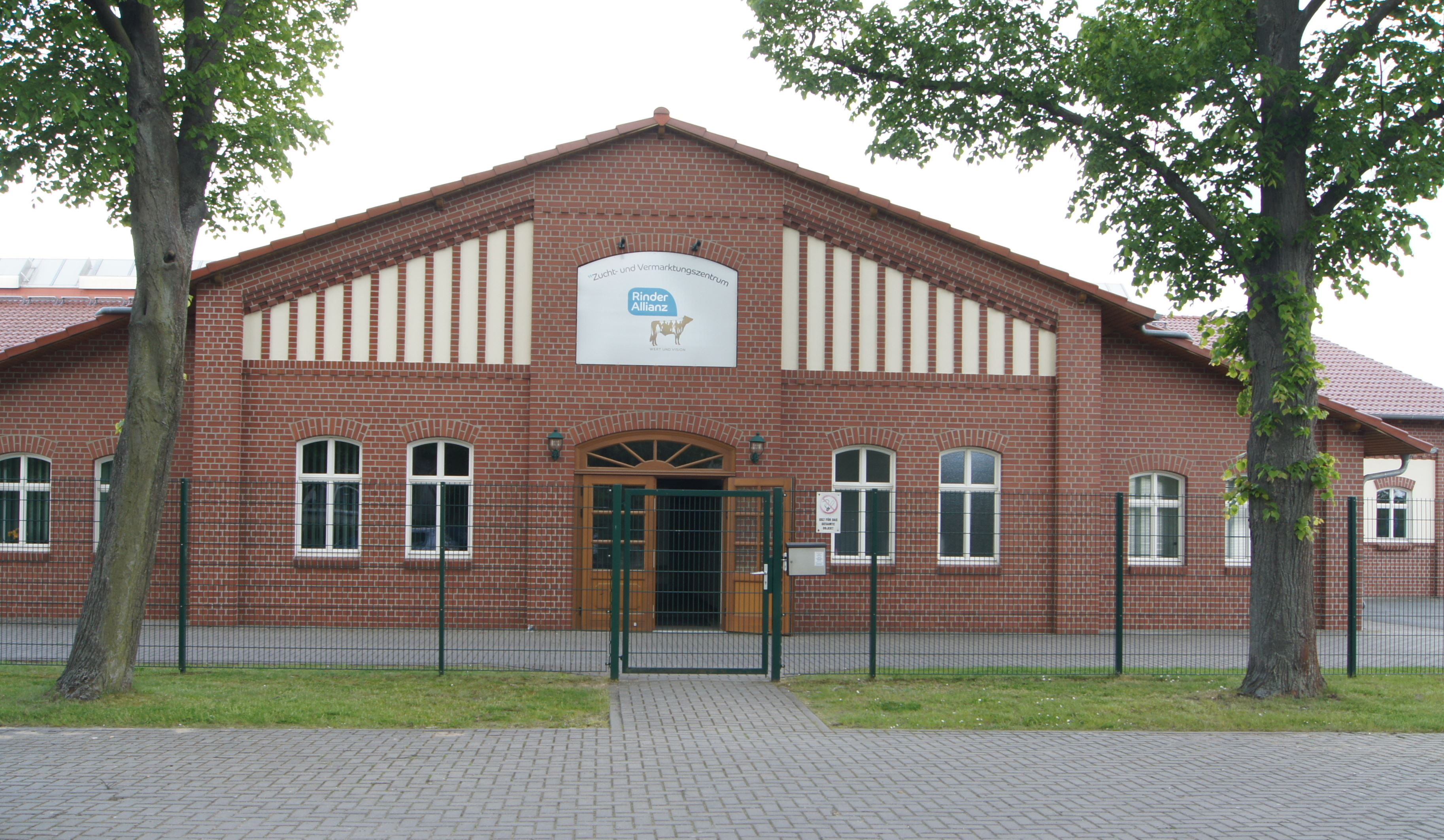
Zucht- und Vermarktungszentrum in Bismark

Der Rinderzuchtverband Sachsen-Anhalt eG wurde am 15. März 1990 in Fischbeck/Elbe gegründet und nahm am 1. Juni 1990 seine Geschäftstätigkeit auf. Standorte des RSA befinden sich in Bismark (Hauptgeschäftsstelle, Zucht- und Vermarktungszentrum) und Halle (Geschäftsstelle „Süd“).
Der Rinderzuchtverband Mecklenburg-Vorpommern e.G. (RZMV) wurde von 60 Landwirten und Unternehmen am 22. Juni 1990 in Laage gegründet. Am 28. März 2019 schlossen sich der Rinderzuchtverband Mecklenburg-Vorpommern e.G. (RZMV) und der Landeskontrollverband für Leistungs- und Qualitätsprüfung M-V eG (LKV) in Güstrow zum Milchkontroll- und RinderzuchtVerband eG (MRV) zusammen. Milchkontrolle und Rinderzucht in Mecklenburg-Vorpommern befinden sich dadurch unter einem Unternehmen.

## Standorte, Veranstaltungen und Produkte

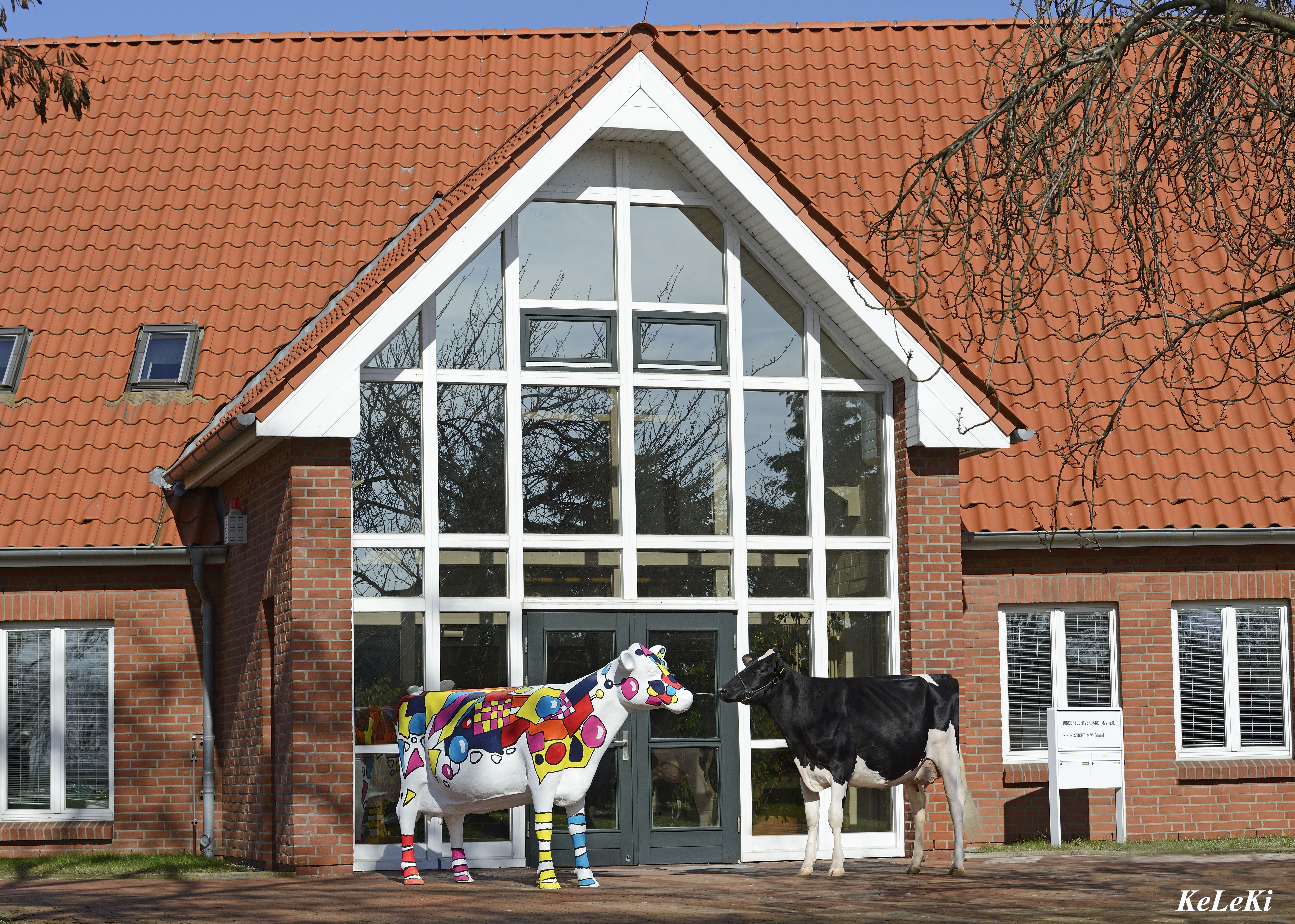
Karow

Die Hauptgeschäftsstelle der Rinderallianz GmbH befindet sich in Woldegk, zusammen mit der 250 Plätze umfassenden Besamungsstation zur Aufzucht und Haltung der Zuchtbullen, vorwiegend der Rasse Deutsche Holsteins und kleine Stückzahlen einzelner Fleischrindrassen. Das in Woldegk gewonnene und gelagerte Sperma wird direkt zum Landwirt geliefert bzw. über andere deutsche Stationen oder die GGI-SPERMEX GmbH (deutsche Exportorganisation) zur Besamung im In- und Ausland bereitgestellt. Insgesamt werden jährlich ca. 900.000 Spermaportionen vermarktet, wobei ca. 300.000 Portionen durch die Besamungstechniker der Rinderallianz bei den Kunden versamt werden. Neben der Besamungstätigkeit können außerdem, Fruchtbarkeitsmanagementkonzepte für die Betriebe erfolgen.
Weitere mecklenburgische Geschäftsstellen befinden sich in Güstrow und Karow bei Plau am See. Güstrow fungiert als Hauptsitz des Milchkontroll- und RinderzuchtVerbandes eG. Die Karower Geschäftsstelle dient der Vermarktung von Zucht- und Nutzvieh sowie der Abwicklung von Im- und Exportaufträgen für Milch- und Fleischrinder. Die Auktionshalle wird u. a. für die jährliche „Top-Genetik-Auktion Sunrise Sale“ sowie für die Fleischrindbullenauktion genutzt.

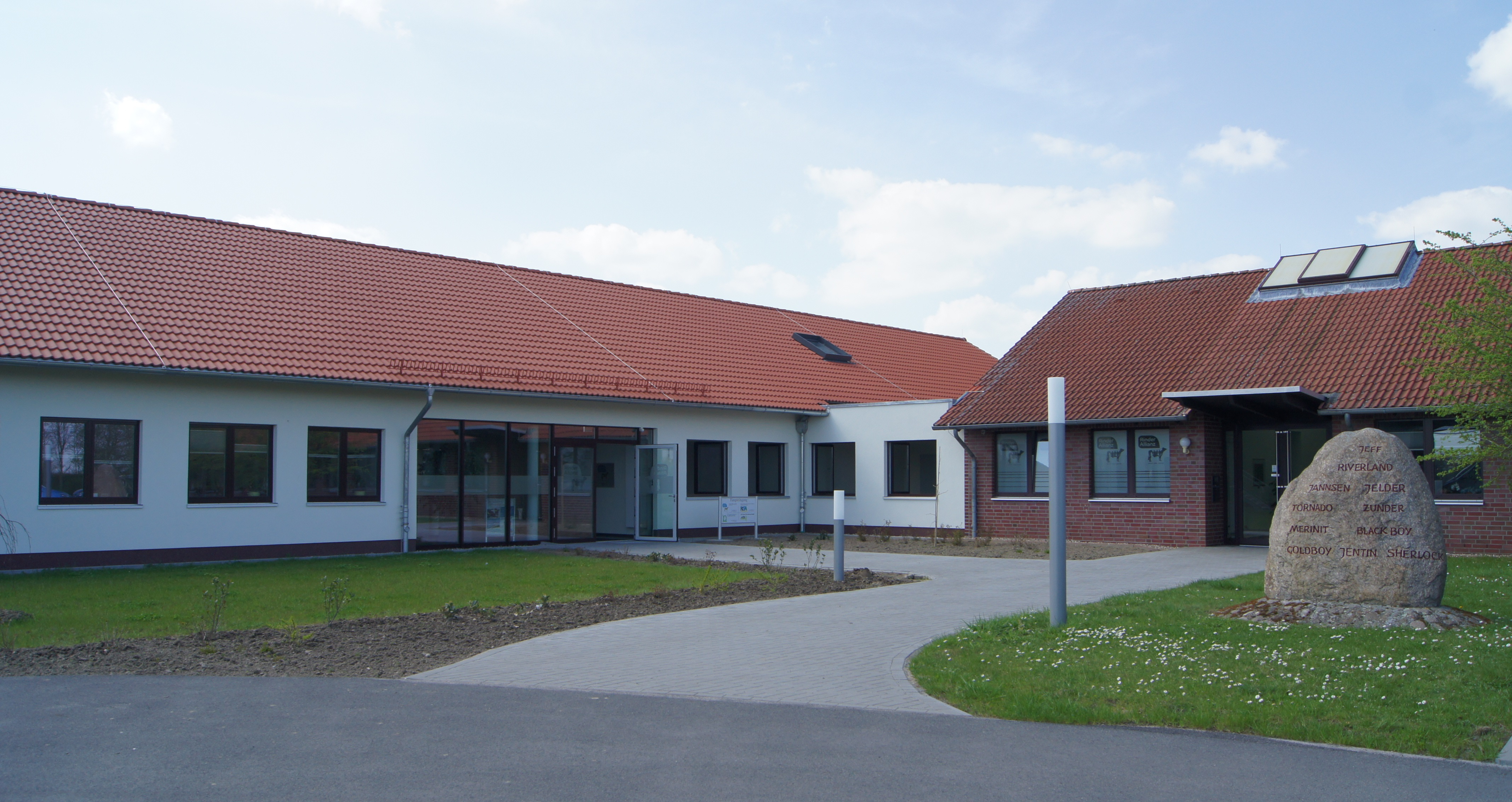
Bismark

Bismark und Halle (Saale) bilden die Geschäftsstellen der Rinderallianz GmbH in Sachsen-Anhalt. Die Bismarker Zuchtviehhalle ist dabei der Standort der Vermarktung in Sachsen-Anhalt. Auch hier findet die Abwicklung von Im- und Exportaufträgen für Milch- und Fleischrinder sowie der Zucht- und Nutzviehhandel statt. Besondere Veranstaltungen in der Zuchtviehhalle sind die jährlich stattfindenden Fleischrindertage und die HolsteinVision als gemeinsame Verbandsschau der Rinderallianz. Es erfolgte die Integration des „Rinderzuchtmuseums Sachsen-Anhalt“ in die Bismarker Geschäftsstelle.
Halle ist als südlichste Geschäftsstelle gemeinsam mit der Fleischrindabteilung in Mecklenburg-Vorpommern für die Koordination dieses Bereiches zuständig. Beide Bundesländer bilden die größte Fleischrindpopulation Deutschlands.
Darüber hinaus engagiert sich das Unternehmen in der Jungzüchterarbeit und bietet Jungzüchterwettbewerbe und Schulungen für Milchrind- sowie Fleischrind-Jungzüchter.